# 암의 예방
암의 예방은 암 발병률과 사망률을 줄이기 위해 적극적인 조치를 취하는 것이다. 예방의 실행은 생활양식을 개선하고 예방적 검사를 추구하기 위한 개인의 노력과 암 예방과 관련된 사회경제적 또는 공공정책 모두에 달려 있다. 세계화된 암 예방은 대규모 인구에 대한 적용 가능성으로 인해 중요한 목표로 간주되며 사전 예방적 건강 관행 및 행동을 촉진함으로써 암의 장기적인 영향을 줄이고 모든 사회 경제적 계층에 대한 인식된 비용 효율성 및 생존 가능성으로 인해 중요한 목표로 간주된다.
대부분의 암 발병 사례는 후성 유전적 손상으로 유전되는 환경 오염의 축적으로 인해 발생하며 이러한 환경 요인 중 많은 부분이 제어 가능한 생활 방식 선택이다. 보고된 암 사망의 75% 이상은 흡연, 과체중/비만, 불충분한 식단, 신체 활동 부족, 알코올, 성병 및 대기 오염을 포함한 위험 요인을 피함으로써 예방할 수 있다. 자연적으로 발생하는 배경 방사선과 같은 모든 환경적 원인을 제어할 수 있는 것은 아니며, 암의 다른 경우는 유전성 유전 질환을 통해 발생한다. 현재 개발 중인 유전자 편집 기술은 미래의 예방 조치가 될 수 있다. "인구 기반 맞춤형 암 검진"이라고도 하는 개별 생물학적 구성을 고려하여 침습성을 최소화하고 특이성을 높임으로써 향후 예방 검진 조치를 추가로 개선할 수 있다.

## 핵심
| no data ≤ 55 55–80 80–105 105–130 130–155 155–180 | 180–205 205–230 230–255 255–280 280–305 ≥ 305 |

Death rate adjusted for age for malignant cancer per 100,000 inhabitants in 2004.
no data
≤ 55
55–80
80–105
105–130
130–155
155–180
180–205
205–230
230–255
255–280
280–305
≥ 305

누구나 암에 걸릴 수 있지만 나이는 암에 걸릴 가능성을 높이는 가장 큰 요인 중 하나이다. 암의 75%는 55세 이상인 사람들에게서 발견된다.

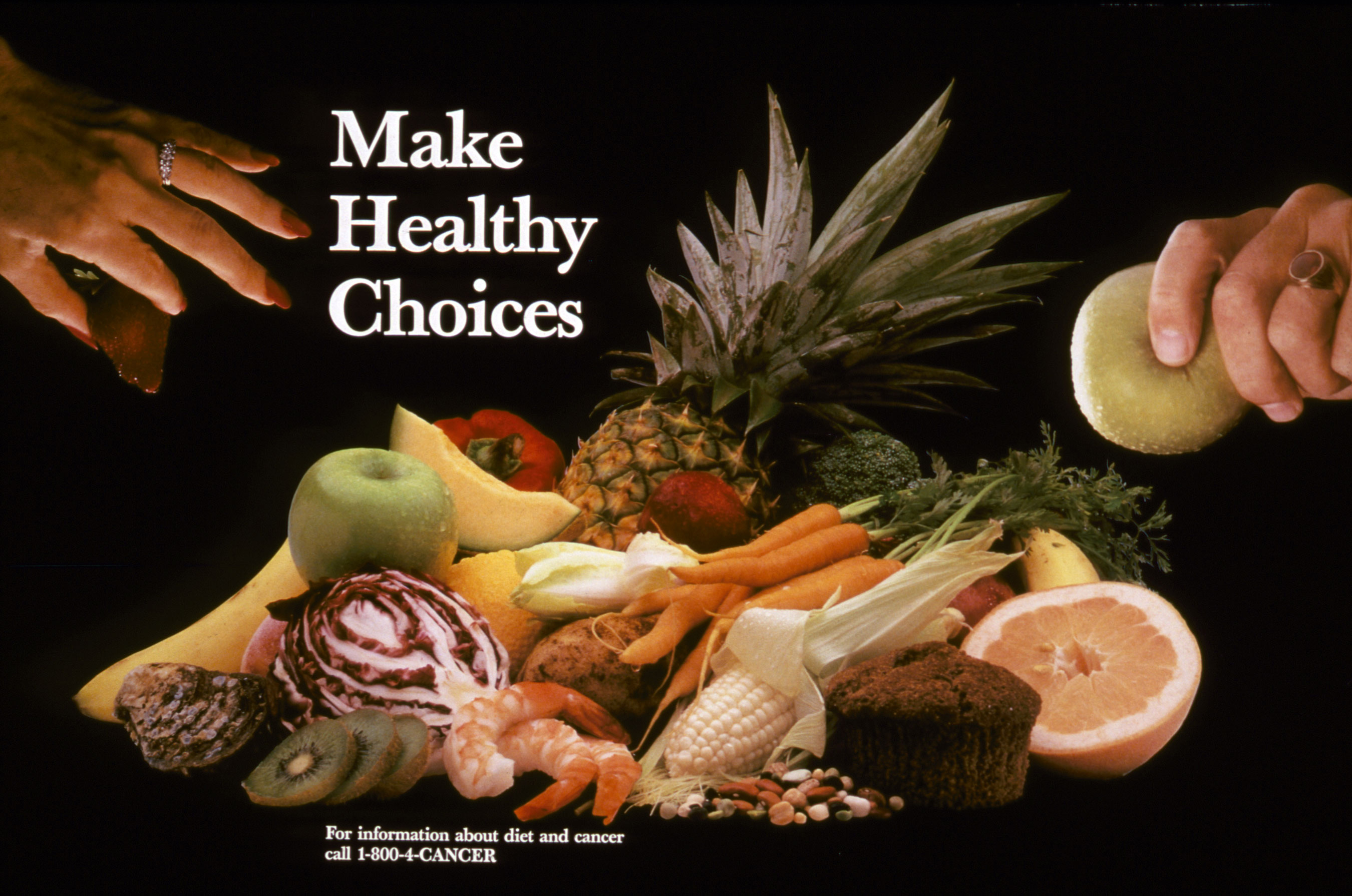
This advertisement advises a healthy diet to prevent cancer.

암 발생을 줄이기 위해 많은 식이 권장사항이 제안되었지만 이를 뒷받침하는 증거는 확실하지 않다. 암 발생 위험을 증가시키는 주요 식이요인은 비만과 음주이다. 과일과 야채가 적고 붉은 고기가 많은 식단이 관련되어 보이지만, 확인되지는 않았다. 2014년 시행된 메타분석에서는 과일과 채소와 암 사이의 관계를 찾지 못했다. 커피 섭취는 간암 위험 감소와 관련이 있다. 연구에 따르면 붉은 고기나 가공육의 과도한 섭취는 유방암, 대장암, 췌장암의 위험 증가와 연관되어 있다. 이는 고온에서 조리된 고기에 발암 물질이 존재하기 때문에 발생할 수 있는 현상이다. 암 예방을 위한 식이 권장사항에는 일반적으로 야채, 과일, 통곡물 및 생선에 대한 강조와 가공육 및 붉은 고기(소고기, 돼지고기, 양고기), 동물성 지방 및 정제된 탄수화물을 피하는 것이 포함된다.

## 같이 보기
- BRCA1, BRCA2
- 미세 플라스틱
- 세계 암의 날